# Iranzu
Iranzu fue un importante rey de Mannai. Se dice que ascendió al poder alrededor del año 725 a. C., durante un período de conflicto entre asirios y urartianos.
Iranzu, rey de los Manneos (pueblo que habitaba el noroeste de Irán), se reunió personalmente con Tiglat-pileser en 744 y forjó una alianza. Los predecesores de Iranzu solían mantener la independencia de su reino mediante el cambio de lealtad entre Urartu y Asiria, pero Iranzu decidió firmemente aliarse con Asiria y Tiglat-pileser aceptó con entusiasmo la alianza, ya que el reino de Iranzu estaba en una posición ideal para proteger a Asiria de las incursiones urartianas.
El rey Iranzu falleció aproximadamente en el año 716 a. C. Lo sucedió su hijo Aza.